# Górki (Sandomierz)
Pour les articles homonymes, voir Górki.
Górki est une localité polonaise de la gmina de Klimontów, située dans le powiat de Sandomierz en voïvodie de Sainte-Croix.